# Progress M-18M
La missione Progress M-18M del programma russo Progress, registrata dalla NASA come missione 50P, è una missione di rifornimento della stazione spaziale internazionale completamente automatizzata, senza equipaggio a bordo.

## Lancio
La navicella è partita dal cosmodromo di Baikonur in Kazakistan l'11 febbraio 2013 senza nessun ritardo, ed è arrivata a destinazione solo 6 ore dopo la partenza, con una manovra di Same-Day-Rendezvous ormai ben sperimentata nelle due missioni precedenti Progress M-16M e Progress M-17M.

## Materiale trasportato
Oltre a carburante, cibo, acqua ed ossigeno, sono stati trasportati oggetti personali per l'equipaggio (tra cui anche bandiere della Russia), pezzi di ricambio per il segmento russo, materiale per esperimenti e rifornimenti per il segmento statunitense.
La navicella è rimasta attraccata per 2 mesi e usata come deposito rifiuti. Tra gli oggetti depositati di particolare interesse, c'è il vecchio e storico tapis-roulant TVIS, usato tutti i giorni dall'equipaggio per l'esercizio fisico sin da quando la stazione spaziale è abitata; lascia il posto al nuovo BD-2.

## Rientro
Dopo il distacco dalla stazione, il rientro è stato veloce, senza eseguire missioni secondarie. La navicella Progress è rientrata nell'atmosfera un'ora dopo l'inizio della procedura di rientro, bruciando parzialmente per poi precipitare nell'oceano pacifico.